# Aeroportul Manaung
Aeroportul Manaung (IATA: MGU, ICAO: VYMN) este un aeroport din Rakhine State⁠(d), Myanmar.
Situat la o altitudine de 12 m, aeroportul dispune de o singură pistă.